# عبد الحق آخند
ملا عبد الحق آخند (بالبشتوية: عبد الحق اخوند)‏، نائب وزير الداخلية الحالي لمكافحة المخدرات في إمارة أفغانستان الإسلامية منذ 7 سبتمبر 2021.
في 6 سبتمبر 2021 التقى أخوند برئيس اللجنة الدولية للصليب الأحمر بيتر مورير في كابل، وأطلعه على المشاكل والتحديات الحالية في أفغانستان في قطاع الرعاية الصحية، والتي وعدت اللجنة الدولية بتقديم المساعدة لها 
وفي 7 سبتمبر 2021 تم تعيين آخند نائبًا لوزير الداخلية لمكافحة المخدرات في إمارة أفغانستان الإسلامية.

## انظر أيضُا
- نور جلال
- عبد الرزاق آخند زاده